# Блейн (округ, Небраска)
Шаблон:StateAbbr_ 41°56′ пн. ш. 99°59′ зх. д. / 41.93° пн. ш. 99.98° зх. д.
Округ Блейн (англ. Blaine County) — округ (графство) у штаті Небраска, США. Ідентифікатор округу 31009.

## Історія
Округ утворений 1885 року.

## Демографія
За даними перепису
2000 року
загальне населення округу становило 583 осіб, усе сільське.
Серед мешканців округу чоловіків було 294, а жінок — 289. В окрузі було 238 домогосподарств, 169 родин, які мешкали в 333 будинках.
Середній розмір родини становив 2,98.
Віковий розподіл населення поданий у таблиці:
| Стать    | До 15 років | 15-21 | 22-29 | 30-39 | 40-49 | 50-65 | 65-85 | Понад 85 |
| -------- | ----------- | ----- | ----- | ----- | ----- | ----- | ----- | -------- |
| Чоловіки | 56          | 33    | 18    | 43    | 42    | 59    | 42    | 1        |
| Жінки    | 62          | 19    | 18    | 45    | 36    | 54    | 38    | 17       |

## Суміжні округи
- Браун — північ
- Лоуп — схід
- Кастер — південь
- Логан — південний захід
- Томас — захід
- Черрі — північний захід